# Brigade d'infanterie blindée nr. 12 (Espagne)
La Brigade d'infanterie blindée nr. 12 Guadarrama  est une unité militaire espagnole de cavalerie. Son état-major est stationné à Colmenar Viejo.
Elle comporte un régiment de cavalerie à deux bataillons (le 61e régiment d'infanterie blindé Alcázar de Toledo) et un régiment de cavalerie à un seul bataillon (le 31e régiment d'infanterie mécanisée Covadonga). Elle comporte en outre un bataillon de chars de reconnaissance et les unités classiques d'appui et de soutien (artillerie, génie, transmissions, logistique).